# Chiastocheta rotundiventris
Chiastocheta rotundiventris är en tvåvingeart som beskrevs av Willi Hennig 1953. Chiastocheta rotundiventris ingår i släktet Chiastocheta och familjen blomsterflugor. Arten är reproducerande i Sverige. Inga underarter finns listade i Catalogue of Life.